# Fontarnauita
La fontarnauita es un mineral borato, descubierto en testigos de sondeo en perforaciones realizadas en la cuenca de Emet, cerca de la localidad de Doganlar, provincia de Kütanya, Anatolia (Turquía). Consecuentemente, esta es la localidad tipo. Fue aprobado como nueva especie por la IMA en 2009. Se presentó en el Congreso de la Sociedad Española de Mineralogía de 2010, llevándose a cabo la publicación definitiva en 2015. El nombre es un homenaje a Ramón Fontarnau, que fue director del Laboratorio de Caracterización de Materiales de la Universidad de Barcelona.

## Propiedades físicas y químicas
La fontarnauita se encuentra substituyendo a la probertita, otro borato, como cristales con exfoliación perfecta de morfología prismática, de hasta 6 mm de longitud y 1 mm de ancho. El mecanismo de formación implica que la fontarnauita contenga abundantes inclusiones de probertita. El contorno de los prismas es pseudohexagonal, estando formados por la combinación del prisma {011} con el pinacoide {010}. Es transparente o traslúcida, de color marrón claro, con brillo nacarado. Químicamente es un sulfoborato, grupo de minerales relativamente raro, del que solamente se conocen ocho especies.

## Yacimientos
Por el momento, la fontarnauita solamente se ha encontrado en algunos testigos de sondeo en perforaciones realizadas cerca de la localidad de Doganlar, provincia de Kütanya, Anatolia (Turquía), en una unidad rica en boratos intercalada en sedimentos del Mioceno. Aparece asociada directamente con probertita, glauberita y celestina, y con menos frecuencia a halita, kaliborita y kalistrontita. En los textigos de sondeo se han encontrado otros minerales, como colemanita, ulexita, dolomita, arsenopirita, rejalgar y oropimente, pero éstos no han aparecido asociados a la fontarnauita.